# The Way of the Exploding Fist
The Way of the Exploding Fist, spesso chiamato anche Way of the Exploding Fist dalla stampa, è un videogioco di karate, simile all'arcade Karate Champ, pubblicato da Melbourne House nel 1985 per Amstrad CPC, BBC Micro, Commodore 64 e ZX Spectrum e nel 1986 per Acorn Electron e Commodore 16.
Una versione su disco edita da Spinnaker per Commodore 64 usa il titolo Kung Fu: The Way of the Exploding Fist.
Fu seguito da Fist II: The Legend Continues (1986) e Exploding Fist + (1988).

## Modalità di gioco
Il gioco è un tipico picchiaduro a incontri bidimensionale tra due avversari in kimono che si affrontano davanti a pittoreschi scenari orientali.
Si può giocare contro il computer incontrando avversari di difficoltà crescente, anche se esteticamente sempre uguali, fino ad arrivare al 10° dan, oppure si può sfidare un altro giocatore.
Si dispone di 16 mosse tra offensive e difensive: calci, pugni, schivate, parate e capriole, più un complesso calcio rotante. Con un qualsiasi colpo ben assestato si atterra l'avversario, guadagnando punteggio variabile e mezzo o tutto un simbolo di yin e yang a seconda di come il maestro, che osserva seduto la scena, giudica la difficoltà e l'esecuzione della mossa utilizzata.
Contro il computer ogni incontro consiste in due riprese, e il giocatore deve vincerle entrambe. Ciascuna ripresa si vince conquistando due yin e yang interi o accumulandone più dell'avversario quando scade il tempo. Nella versione Commodore 64 ogni quattro avversari sconfitti c'è un livello bonus in cui bisogna colpire un toro.
Nella modalità a due giocatori si giocano quattro riprese fino allo scadere del tempo e vince chi accumula più punti.
Su Commodore 64 il sottofondo musicale è tratto dalla Danza del popolo Yao (瑶族舞曲).

## Accoglienza
Fu un notevole successo di critica e di pubblico nelle versioni per Commodore 64, ZX Spectrum e Amstrad CPC, divenendo il gioco più venduto nel Regno Unito nel novembre 1985 su ZX Spectrum, su Amstrad CPC e complessivamente.
Erano notevoli per l'epoca le animazioni dei lottatori (oltre 600 sprite nella versione Commodore 64).
Ai Golden Joystick Awards britannici del 1985 vinse il premio per il miglior gioco dell'anno, assieme all'editore Melbourne House che vinse il premio per la miglior software house.